# Имерхеви (долина)
Имерхеви (тур. İmerhev, груз. იმერხევი) — долина на севере района Шавшат (исторический регион юго-западной Грузии — Шавшети) в провинции Артвин в Турции, на границе с Грузией. В этом районе 15 сел, населенных этническими грузинами, которые говорят на местном диалекте грузинского языка.

## Название
Этимологически топоним Имерхеви относится к месту за долиной или через долину (имиер, груз. იმიერ - «за пределами, поперек» + хев- груз. ხევი «долина»).

## Описание
Исторически долина Имерхеви была одним из субрегионов Шавшети, расположенном на верховьях реки Берты (тур. Berta Çayı), на востоке граничит с Нигали, на западе с Арсианским хребтом и Аджарией на севере. После того как эти территории были завоёваны Османской империей в XVI веке, Имерхеви (Имерхев) стал санджаком, и местные жители постепенно приняли ислам. Территория перешла к Российской империи по Берлинскому договору в 1878 году. Шавшети и Имерхеви были объединены в Шавшето-Имерхевский район (участок) в составе Батумской области.
По состоянию на 1886 год население района составляло 18 319 человек, из которых 41,2 % составляли грузины, 51,3 % турки и 7,0 % армяне. После Первой мировой войны (1914—1918 гг.) и кратковременной независимости Грузии (1918–1921 гг.) Имерхеви вошла в состав Турции в соответствии с территориальными изменениями в договорах Москвы и Карса 1921 года.

## Население
Население Имерхеви в основном состоит из этнических грузин (имерхевцы), которые живут в 14 деревнях вокруг Мейданджика, ранее известного как Диобани. Эти поселения имеют официальные турецкие и неофициальные грузинские названия:
| Посёлки |
| --- |
| Маден (Бадзгирети), Демирджи (Даба), Дереджи (Дасамоба), Ерикли (Агара), Чукур (Чихори), Себзели (Джварисхеви), Чаглайан (Хевтсвирили), Чаглипинар (Хохлеви), Исильдже (Манатба), Оба (Убе), Дутлу (Суревани), Ягли (Закиети), Тепебаши (Зиоси), and Джиджекли (Цетилети). |

Имерхевцы — мусульмане-сунниты, тесно связанные с турецким обществом. Почти все говорят на грузинском и турецком языках. Грузинский диалект, на котором говорят в этом районе, известен как имерхевский (имерхеули) и имеет много общих черт с соседним аджарским. Отражая некоторую внутреннюю дифференциацию, сохраняющуюся в грузинской общине Турции, имерхевцы утверждают, что по происхождению они отличаются от грузин в районе Борчха, которые приняли аджарскую идентичность. Первым, кто обратил внимание на местную культуру, был Николай Марр, который во время экспедиции в Шавшети в 1910 году собирал народную литературу и этнографическую информацию из нескольких деревень вдоль реки Имерхеви.